# Brodzik

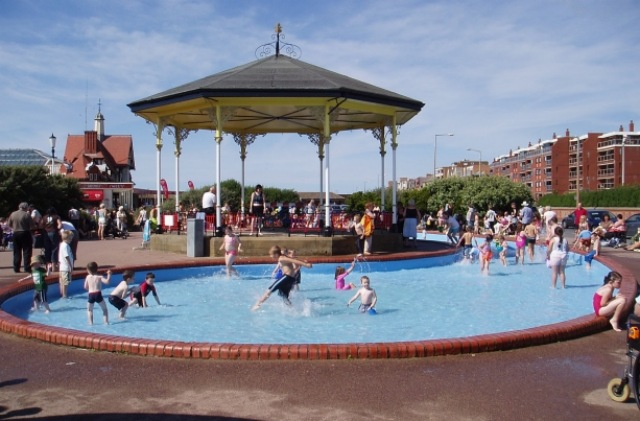
Publiczny brodzik w Saint Anne’s on the Sea

Brodzik – płytki basen dla dzieci. Brodziki mają najczęściej głębokość od 20 do 40 cm i są przeznaczone głównie dla dzieci od 6 miesięcy do 6 lat. 
W Polsce zarządzający obszarem wodnym jest zobowiązany do wydzielenia brodzika dla dzieci jeśli niecki basenowe mają łączną powierzchnię przekraczającą 100 m² i głębokość ponad 0,4 m w najgłębszym miejscu lub głębokość powyżej 1,2 m.
Słowo "brodzik" jest również używane w odniesienu do innych niewielkich zbiorników z wodą, takich jak element kabiny prysznicowej służący do zbierania wody z natrysku czy zagłębienie do obmycia nóg przed wejściem na basen.